# Suddivisioni del Cile

Le 16 regioni cilene

Le suddivisioni del Cile si distinguono tra regioni, province e comuni.
Le regioni sono amministrate da un Intendente regional, nominato dal presidente della repubblica, e dal consiglio regionale; in ogni regione vi è inoltre una Secretaría Regional Ministerial, organo decentrato di ciascun ministero. Nel 2007 le regioni sono passate da 13 sono 15.
Le province ammontano a 54 e sono guidate da un Gobernador provincial, anch'esso di nomina presidenziale. 
I comuni, pari a 346, sono guidati da un sindaco (Alcalde) e un da un consiglio comunale.

## Organizzazione territoriale
| Nº     | Regione                                   | Capitale regionale | Provincia               | Capitale provinciale | Comuni |
| ------ | ----------------------------------------- | ------------------ | ----------------------- | -------------------- | --- |
| XV     | Arica e Parinacota                        | Arica              | Arica                   | Arica                | Arica Camarones |
| XV     | Arica e Parinacota                        | Arica              | Parinacota              | Putre                | General Lagos Putre |
| I      | Tarapacá                                  | Iquique            | Iquique                 | Iquique              | Alto Hospicio Iquique |
| I      | Tarapacá                                  | Iquique            | Tamarugal               | Pozo Almonte         | Camiña Colchane Huara Pica Pozo Almonte |
| II     | Antofagasta                               | Antofagasta        | Antofagasta             | Antofagasta          | Antofagasta Mejillones Sierra Gorda Taltal |
| II     | Antofagasta                               | Antofagasta        | El Loa                  | Calama               | Calama Ollagüe San Pedro de Atacama |
| II     | Antofagasta                               | Antofagasta        | Tocopilla               | Tocopilla            | María Elena Tocopilla |
| III    | Atacama                                   | Copiapó            | Chañaral                | Chañaral             | Chañaral Diego de Almagro |
| III    | Atacama                                   | Copiapó            | Copiapó                 | Copiapó              | Caldera Copiapó Tierra Amarilla |
| III    | Atacama                                   | Copiapó            | Huasco                  | Vallenar             | Alto del Carmen Freirina Huasco Vallenar |
| IV     | Coquimbo                                  | La Serena          | Choapa                  | Illapel              | Canela Illapel Los Vilos Salamanca |
| IV     | Coquimbo                                  | La Serena          | Elqui                   | Coquimbo             | Andacollo Coquimbo La Higuera La Serena Paihuano Vicuña |
| IV     | Coquimbo                                  | La Serena          | Limarí                  | Ovalle               | Combarbalá Monte Patria Ovalle Punitaqui Río Hurtado |
| V      | Valparaíso                                | Valparaíso         | Isola di Pasqua         | Hanga Roa            | Isola di Pasqua |
| V      | Valparaíso                                | Valparaíso         | Los Andes               | Los Andes            | Calle Larga Los Andes Rinconada San Esteban |
| V      | Valparaíso                                | Valparaíso         | Marga Marga             | Quilpué              | Limache Olmué Quilpué Villa Alemana |
| V      | Valparaíso                                | Valparaíso         | Petorca                 | La Ligua             | Cabildo La Ligua Papudo Petorca Zapallar |
| V      | Valparaíso                                | Valparaíso         | Quillota                | Quillota             | Hijuelas La Calera La Cruz Nogales Quillota |
| V      | Valparaíso                                | Valparaíso         | San Antonio             | San Antonio          | Algarrobo Cartagena El Quisco El Tabo San Antonio Santo Domingo |
| V      | Valparaíso                                | Valparaíso         | San Felipe de Aconcagua | San Felipe           | Catemu Llaillay Panquehue Putaendo San Felipe Santa María |
| V      | Valparaíso                                | Valparaíso         | Valparaíso              | Valparaíso           | Casablanca Concón Juan Fernández Puchuncaví Quintero Valparaíso Viña del Mar |
| VI     | Libertador General Bernardo O'Higgins     | Rancagua           | Cachapoal               | Rancagua             | Codegua Coinco Coltauco Doñihue Graneros Las Cabras Machalí Malloa Olivar Peumo Pichidegua Quinta de Tilcoco Rancagua Requínoa Rengo Mostazal San Vicente de Tagua Tagua |
| VI     | Libertador General Bernardo O'Higgins     | Rancagua           | Cardenal Caro           | Pichilemu            | La Estrella Litueche Marchigüe Navidad Paredones Pichilemu |
| VI     | Libertador General Bernardo O'Higgins     | Rancagua           | Colchagua               | San Fernando         | Chépica Chimbarongo Lolol Nancagua Palmilla Peralillo Placilla Pumanque San Fernando Santa Cruz |
| VII    | Maule                                     | Talca              | Cauquenes               | Cauquenes            | Cauquenes Chanco Pelluhue |
| VII    | Maule                                     | Talca              | Curicó                  | Curicó               | Curicó Hualañé Licantén Molina Rauco Romeral Sagrada Familia Teno Vichuquén |
| VII    | Maule                                     | Talca              | Linares                 | Linares              | Colbún Linares Longaví Parral Retiro San Javier de Loncomilla Villa Alegre Yerbas Buenas |
| VII    | Maule                                     | Talca              | Talca                   | Talca                | Constitución Curepto Empedrado Maule Pelarco Pencahue Río Claro San Clemente San Rafael Talca |
| XVI    | Ñuble                                     | Chillán            | Itata                   | Quirihue             | Cobquecura Coelemu Ninhue Portezuelo Quirihue Ránquil Treguaco |
| XVI    | Ñuble                                     | Chillán            | Diguillín               | Bulnes               | Bulnes Chillán Chillán Viejo El Carmen Pemuco Pinto Quillón San Ignacio Treguaco Yungay |
| XVI    | Ñuble                                     | Chillán            | Punilla                 | San Carlos           | Coihueco Ñiquén San Carlos San Fabián San Nicolás |
| VIII   | Bío Bío                                   | Concepción         | Arauco                  | Lebu                 | Arauco Cañete Contulmo Curanilahue Lebu Los Álamos Tirúa |
| VIII   | Bío Bío                                   | Concepción         | Biobío                  | Los Ángeles          | Alto Biobío Antuco Cabrero Laja Los Ángeles Mulchén Nacimiento Negrete Quilaco Quilleco San Rosendo Santa Bárbara Tucapel Yumbel |
| VIII   | Bío Bío                                   | Concepción         | Concepción              | Concepción           | Chiguayante Concepción Coronel Florida Hualpén Hualqui Lota Penco San Pedro de la Paz Santa Juana Talcahuano Tomé |
| IX     | Araucanía                                 | Temuco             | Cautín                  | Temuco               | Carahue Cholchol Cunco Curarrehue Freire Galvarino Gorbea Lautaro Loncoche Melipeuco Nueva Imperial Padre Las Casas Perquenco Pitrufquén Pucón Saavedra Temuco Teodoro Schmidt Toltén Vilcún Villarrica |
| IX     | Araucanía                                 | Temuco             | Malleco                 | Angol                | Angol Collipulli Curacautín Ercilla Lonquimay Los Sauces Lumaco Purén Renaico Traiguén Victoria |
| XIV    | Los Ríos                                  | Valdivia           | Ranco                   | La Unión             | Futrono La Unión Lago Ranco Río Bueno |
| XIV    | Los Ríos                                  | Valdivia           | Valdivia                | Valdivia             | Corral Lanco Los Lagos Máfil Mariquina Paillaco Panguipulli Valdivia |
| X      | Los Lagos                                 | Puerto Montt       | Chiloé                  | Castro               | Ancud Castro Chonchi Curaco de Vélez Dalcahue Puqueldón Queilén Quellón Quemchi Quinchao |
| X      | Los Lagos                                 | Puerto Montt       | Llanquihue              | Puerto Montt         | Calbuco Cochamó Fresia Frutillar Llanquihue Los Muermos Maullín Puerto Montt Puerto Varas |
| X      | Los Lagos                                 | Puerto Montt       | Osorno                  | Osorno               | Osorno Puerto Octay Purranque Puyehue Río Negro San Pablo San Juan de la Costa |
| X      | Los Lagos                                 | Puerto Montt       | Palena                  | Chaitén              | Chaitén Futaleufú Hualaihué Palena |
| XI     | Aysén del General Carlos Ibáñez del Campo | Coyhaique          | Aysén                   | Puerto Aysén         | Aysén Cisnes Guaitecas |
| XI     | Aysén del General Carlos Ibáñez del Campo | Coyhaique          | Capitán Prat            | Cochrane             | Cochrane O'Higgins Tortel |
| XI     | Aysén del General Carlos Ibáñez del Campo | Coyhaique          | Coyhaique               | Coyhaique            | Coyhaique Lago Verde |
| XI     | Aysén del General Carlos Ibáñez del Campo | Coyhaique          | General Carrera         | Chile Chico          | Chile Chico Río Ibáñez |
| XII    | Magellano e Antartide Cilena              | Punta Arenas       | Antartica Cilena        | Puerto Williams      | Antártica Cabo de Hornos |
| XII    | Magellano e Antartide Cilena              | Punta Arenas       | Magallane               | Punta Arenas         | Laguna Blanca Punta Arenas Río Verde San Gregorio |
| XII    | Magellano e Antartide Cilena              | Punta Arenas       | Tierra del Fuego        | Porvenir             | Porvenir Primavera Timaukel |
| XII    | Magellano e Antartide Cilena              | Punta Arenas       | Última Esperanza        | Puerto Natales       | Natales Torres del Paine |
| XIII   | Metropolitana di Santiago                 | Santiago del Cile  | Chacabuco               | Colina               | Colina Lampa Tiltil |
| XIII   | Metropolitana di Santiago                 | Santiago del Cile  | Cordillera              | Puente Alto          | Pirque Puente Alto San José de Maipo |
| XIII   | Metropolitana di Santiago                 | Santiago del Cile  | Maipo                   | San Bernardo         | Buin Calera de Tango Paine San Bernardo |
| XIII   | Metropolitana di Santiago                 | Santiago del Cile  | Melipilla               | Melipilla            | Alhué Curacaví María Pinto Melipilla San Pedro |
| XIII   | Metropolitana di Santiago                 | Santiago del Cile  | Santiago                | Santiago del Cile    | Cerrillos Cerro Navia Conchalí El Bosque Estación Central Huechuraba Independencia La Cisterna La Granja La Florida La Pintana La Reina Las Condes Lo Barnechea Lo Espejo Lo Prado Macul Maipú Ñuñoa Pedro Aguirre Cerda Peñalolén Providencia Pudahuel Quilicura Quinta Normal Recoleta Renca San Miguel San Joaquín San Ramón Santiago del Cile Vitacura |
| XIII   | Metropolitana di Santiago                 | Santiago del Cile  | Talagante               | Talagante            | El Monte Isla de Maipo Padre Hurtado Peñaflor Talagante |
| Totale | 16 regioni                                | 16 regioni         | 57 provincie            | 57 provincie         | 346 comuni |